# Neozuga latifascia
Neozuga latifascia là một loài bướm đêm trong họ Geometridae.